# 방송 신디케이션
방송 신디케이션 또는 브로드캐스트 신디케이션(broadcast syndication)은 콘텐츠를 방송할 공식 방송 네트워크 없이 콘텐츠 소유자가 자신의 콘텐츠를 다른 텔레비전 방송국이나 라디오 방송국에 방송할 수 있는 권리를 임대하는 방식이다. 미국에서는 지역 독립 계열사와 함께 텔레비전 네트워크를 통해 방송 프로그램을 편성하는 것이 일반적이다. 대부분의 국가가 지역 계열사 없이 중앙 집중식 네트워크나 TV 방송국을 보유하고 있기 때문에 신디케이션은 전 세계적으로 덜 널리 퍼져 있다. 쇼는 국제적으로 신디케이트될 수 있지만 이는 덜 일반적이다.
신디케이션의 세 가지 일반적인 유형은 다음과 같다. 신디케이션 쇼로 처음으로 방송되고 신디케이션에 판매할 목적으로 특별히 제작된 프로그램인 최초 신디케이션, 네트워크 외부 신디케이션(구어적으로 "재방송"이라고 함)은 해당 프로그램을 제작한 텔레비전 네트워크 내의 방송국에서 처음 방송된 프로그램 또는 경우에 따라 처음으로 신디케이트된 프로그램을 다른 방송국에 라이선스하는 것이다.
이러한 1990년대까지 콘텐츠는 기술적 제약과 테이프 재사용 관행 등의 이유로 현재까지 남아 있는 자료가 많지 않다. 반면, 2000년대 이후부터는 디지털 저장 기술의 도입과 함께 방송 자료의 보존율이 급격히 향상되었으며, 콘텐츠의 양과 질 모두 대폭 증가하였다.

## 같이 보기
- 비디오 영화
- 본국
- 출판 신디케이션
- 재방송
- 주문형 비디오
- 사이버콘텐츠 중개상